# Qatar Ladies Open 2020
Il Qatar Ladies Open 2020 è stato un torneo di tennis giocato sul cemento. È stata la 18ª edizione del Qatar Ladies Open, che faceva parte della categoria Premier 5 nell'ambito del WTA Tour 2020. Si è giocato nel Khalifa International Tennis Complex di Doha, in Qatar, dal 23 al 29 febbraio 2020.

## Partecipanti

### Teste di serie
| Nazionalità | Giocatrice          | Ranking* | Testa di serie |
| ----------- | ------------------- | -------- | -------------- |
| Australia   | Ashleigh Barty      | 1        | 1              |
| Romania     | Simona Halep        | 2        | 2              |
| Rep. Ceca   | Karolína Plíšková   | 3        | 3              |
| Svizzera    | Belinda Bencic      | 4        | 4              |
| Ucraina     | Elina Svitolina     | 6        | 5              |
| Stati Uniti | Sofia Kenin         | 7        | 6              |
| Paesi Bassi | Kiki Bertens        | 8        | 7              |
| Rep. Ceca   | Petra Kvitová       | 11       | 8              |
| Bielorussia | Aryna Sabalenka     | 13       | 9              |
| Croazia     | Petra Martić        | 15       | 10             |
| Spagna      | Garbiñe Muguruza    | 16       | 11             |
| Rep. Ceca   | Markéta Vondroušová | 17       | 12             |
| Stati Uniti | Alison Riske        | 18       | 13             |
| Kazakistan  | Elena Rybakina      | 19       | 14             |
| Grecia      | Maria Sakkarī       | 21       | 15             |
| Belgio      | Elise Mertens       | 22       | 16             |
| Croazia     | Donna Vekić         | 23       | 17             |

* Ranking al 17 febbraio 2020.

### Altre partecipanti
Le seguenti giocatrici hanno ricevuto una wild card per il tabellone principale:
- Çağla Büyükakçay
- Sorana Cîrstea
- Ons Jabeur
- Vera Zvonarëva

La seguente giocatrice è entrata in tabellone grazie al ranking protetto:
- Jaroslava Švedova

Le seguenti giocatrici sono entrate nel tabellone principale passando dalle qualificazioni:

- Kirsten Flipkens
- Priscilla Hon
- Dar'ja Kasatkina
- Tereza Martincová
- Bernarda Pera
- Laura Siegemund
- Kateřina Siniaková
- Jil Teichmann

Le seguenti giocatrici sono entrate in tabellone come lucky loser:
- Tímea Babos
- Misaki Doi

### Ritiri
Prima del torneo
- Bianca Andreescu → sostituita da  Jennifer Brady
- Catherine Bellis → sostituita da  Polona Hercog
- Danielle Collins → sostituita da  Svetlana Kuznecova
- Simona Halep → sostituita da  Misaki Doi
- Angelique Kerber → sostituita da  Carla Suárez Navarro
- Johanna Konta → sostituita da  Ajla Tomljanović
- Anastasija Pavljučenkova → sostituita da  Tímea Babos

Durante il torneo
- Amanda Anisimova
- Elena Rybakina

## Punti
| Evento              | V   | F   | SF  | QF  | 3T   | 2T  | 1T | Q    | Q2   | Q1   |
| Singolare femminile | 900 | 585 | 350 | 190 | 105  | 60  | 1  | 30   | 20   | 1    |
| Doppio femminile    | 900 | 585 | 350 | 190 | N.D. | 105 | 1  | N.D. | N.D. | N.D. |

## Montepremi
| Evento              | V        | F        | SF       | QF      | 3T      | 2T      | 1T     | Q    | Q2     | Q1     |
| Singolare femminile | $605,000 | $304,005 | $151,515 | $69,775 | $34,500 | $17,800 | $9,100 | N.D. | $5,080 | $2,620 |
| Doppio femminile*   | $172,000 | $87,000  | $43,500  | $21,700 | N.D.    | $11,000 | $5,500 | N.D. | N.D.   | N.D.   |

*per squadra

## Campionesse

### Singolare
Aryna Sabalenka ha battuto in finale  Petra Kvitová con il punteggio di 6-3, 6-3.
- È il settimo titolo in carriera per Sabalenka, il primo della stagione.

### Doppio
Hsieh Su-wei /  Barbora Strýcová hanno battuto in finale  Gabriela Dabrowski /  Jeļena Ostapenko con il punteggio di 6-2, 5-7, [10-2].